# Jonas Urbig
Jonas Kurt Urbig (* 8. srpna 2003 Euskirchen) je německý fotbalista, který hraje jako brankář za FC Bayern Mnichov. Je mládežnickým reprezentantem Německa.

## Klubová kariéra

### 1. FC Köln
Za akademii Kölnu hrál od roku 2012.

#### Jahn Regensburg (hostování)
V lednu 2023 byl poslán na hostování do Jahn Regensburg z 2. Bundesligy. 
Do Kölnu se vrátil na konci sezóny 2022/23, Regensburg sestoupil.

#### Greuther Fürth (hostování)
V červenci 2023 prodloužil smlouvu s 1. FC Köln do roku 2026. 
Byl poslán na hostování do Greuther Fürth z 2. Bundesligy.

### Bayern Mnichov
Dne 27. ledna 2025 podepsal Urbig smlouvu na čtyři a půl roku s Bayernem Mnichov. Dne 5. března debutoval v Lize mistrů proti Bayeru Leverkusen, nastoupil jako náhradník za Manuela Neuera. O tři dny později debutoval v Bundeslize proti Bochumi.